# Stigmella thuringiaca
Stigmella thuringiaca is een vlinder uit de familie dwergmineermotten (Nepticulidae). De wetenschappelijke naam is voor het eerst geldig gepubliceerd in 1904 door Petry.
De soort komt voor in Europa.